# Elatostema cupulare
Elatostema cupulare är en nässelväxtart som beskrevs av H. Winkl.. Elatostema cupulare ingår i släktet Elatostema och familjen nässelväxter. Inga underarter finns listade i Catalogue of Life.